# Coalizão Cívica
Plataforma Moderna ou Coalizão Cívica (em polonês/polaco: Koalicja Obywatelska) é uma coalizão eleitoral estabelecido pelos partidos políticos Plataforma Cívica (PO), Moderna, Iniciativa Polaca e Os Verdes para disputar eleições regionais de 2018. Seus líderes eram os presidentes dos principais partidos-membros: Grzegorz Schetyna e Katarzyna Lubnauer.
Em 7 de março de 2018, a PO e o Moderna no parlamento assinaram um acordo sobre um início conjunto em eleições para assembleias regionais (anteriormente as duas partes apresentaram um manifesto conjunto). Em 14 de abril, a aliança adotou o nome "Plataforma Moderna ou Coalizão Cívica". Além das listas de dietas regionais, o Comitê também apresentou candidatos de nível inferior (principalmente a conselhos poviatos, bem como presidentes de cidades na maioria das cidades presidenciais), embora fosse relativamente raramente nomeado. PC e Moderna não nomearam suas próprias comissões para esta eleição; os ativistas de baixo nível do PC geralmente participavam de comitês locais. 
Em setembro, a Iniciativa Polonesa, liderada por Barbara Nowacka, também foi associada à coalizão. Além disso, na Voivodia de Podkarpackie, o Partido Nacional dos Reformados e Pensionistas aderiu à coligação, que em 28 de setembro também se juntou à Coalizão Cívica (apesar da participação anterior na coalizão SLD Lewica Razem), os representantes da União Europeia dos Democratas também estavam nas listas da OR para o parlamento regional em Świętokrzyskie. Além disso, em lugares individuais, a cooperação com o KO foi estabelecida localmente - inclusive nas grandes cidades - em outros partidos (incluindo o Partido do Povo Polonês, a Aliança Democrática de Esquerda ou o Sindicato), bem como iniciativas não partidárias. Nas eleições para os conselhos regionais, a Coligação dos Cidadãos recebeu 26,97% dos votos (segundo resultado depois da Lei e da Justiça), ganhando 194 assentos e obtendo-os em todas as voivodias (candidatos OP venceram mais de 150, Moderna, 30 e 2 assentos para candidatos IP, vários também candidatos não afiliados a nenhum agrupamento). Em 7 voivodias, obteve o melhor resultado, e no conselho da Pomerânia a maioria dos assentos. 
A coalizão obteve piores resultados nas eleições para os conselhos. Na primeira rodada KO 11 candidatos do comitê (e uma série de outros candidatos associados) ganharam a eleição para prefeitos (incluindo Rafał Trzaskowski na capital Varsóvia). Além disso, 15 candidatos do KO foram para o segundo turno, dos quais 8 foram vitoriosos. Os candidatos do Comitê KO ganharam a eleição para prefeitos em 19 casos, enquanto a segunda, a este respeito, direito e justiça do Comitê 4. Em todos os conjuntos foram estabelecidos clubes KO (também nas duas províncias em que nenhum dos candidatos não tem sido um conselheiro Moderno, em duas províncias Os clubes da KD foram acompanhados por conselheiros do SLD). Nas províncias mid-KO, ele concluiu com o PSL e coalizões de governo SLD (representantes do PO recebeu lugares nos conselhos de todas as províncias, incluindo 6 posições marechais; moderna e responsável por um assento no conselho da Pomerânia).
Em 5 de dezembro de 2018, o clube parlamentar Nowynej decidiu que o clube conjunto KO não deveria ser formado no parlamento. Após esta decisão 7 de 21 membros da Moderna passaram para o clube parlamentar, que adotou o mesmo nome, "Plataforma Cívica - Coalizão Cívica" (deixaram de ser membros da Moderna). Os membros que ficaram em Moderna estabeleceram uma festa no Sejm (mais tarde transformada em clube após a admissão do deputado da UED).
As eleições para o Parlamento Europeu em 2019 do Comité Olímpico de Helsínquia não foram estabelecidas, enquanto o PO e o Moderna, juntamente com outros partidos na composição da Coligação Europeia alargada.